# Hans Rebane

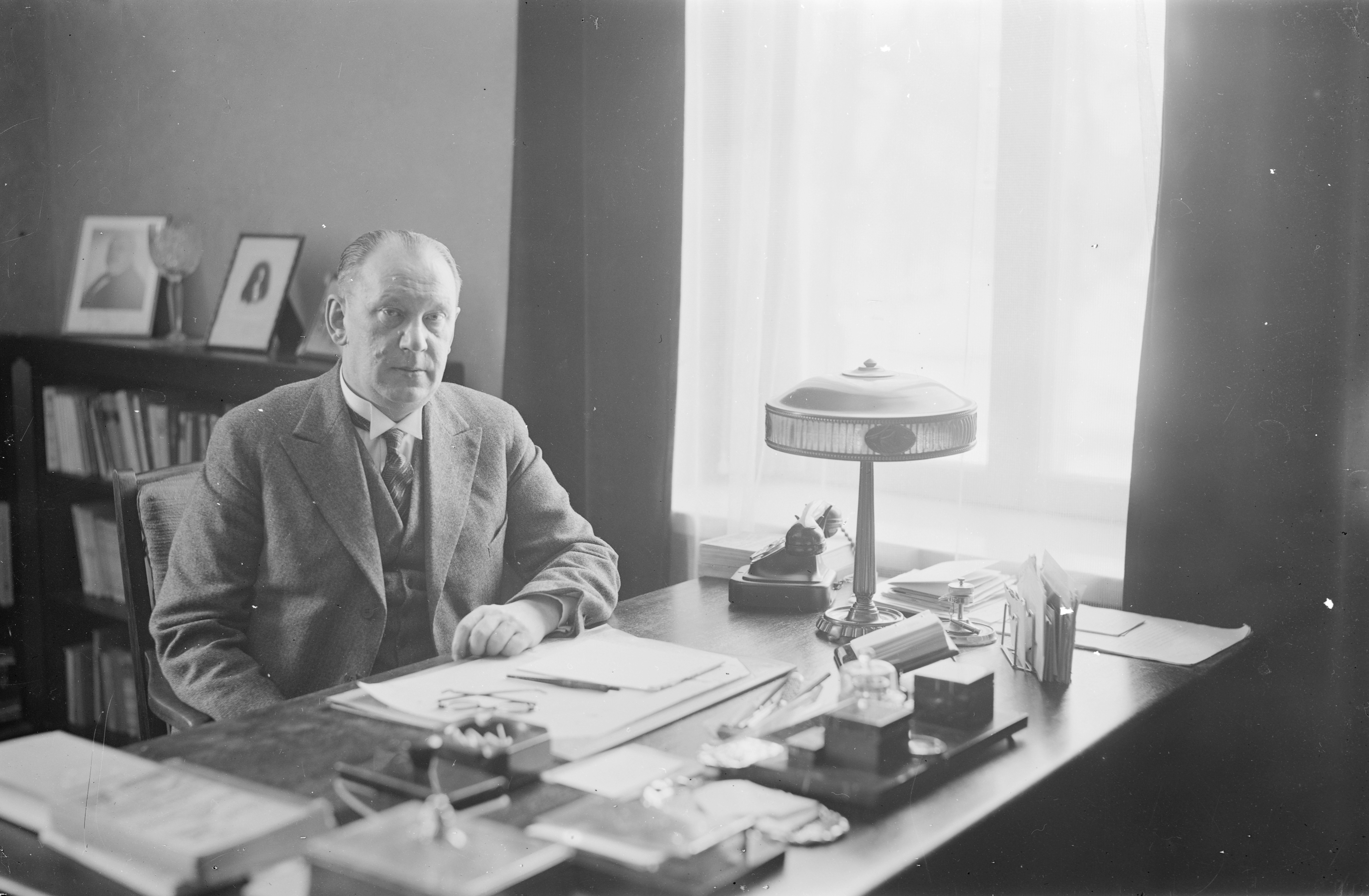
Hans Rebane (1934)

Hans Rebane (* 12. Dezemberjul. / 24. Dezember 1882greg. auf dem Bauernhof Ärma in der Gemeinde Abja, damals Kirchspiel Halliste, Estland; † 16. Dezember 1961 in Stockholm, Schweden) war ein estnischer Journalist, Politiker und Diplomat. Er war von 1927 bis 1928 Außenminister der Republik Estland. Dasselbe Amt hatte er außerdem von 1945 bis 1949 in der estnischen Exilregierung inne.

## Journalismus
Hans Rebane wurde auf dem Gutshof Ärma im heutigen Kreis Viljandi geboren. Er legte sein Abitur am Knabengymnasium von Pärnu ab. Rebane studierte ab 1903 Medizin an der Kaiserlichen Universität Dorpat sowie später Wirtschaftswissenschaften in Berlin. Von 1906 bis 1917 war er Redakteur bei der estnischen Zeitung Postimees und von 1918 bis 1927 Chefredakteur der Zeitung Eesti Päevaleht.

## Politik und Diplomatie
Nach Gründung der Republik Estland (Frieden von Dorpat) war Rebane auch politisch tätig. Er wurde zunächst Abgeordneter im estnischen Parlament. Vom 9. Dezember 1927 bis 9. November 1928 war er Außenminister der Republik Estland unter Regierungschef Jaan Tõnisson. Danach war Rebane von 1931 bis 1937 estnischer Gesandter in Finnland. Anschließend wurde er zum Gesandten in Lettland ernannt, wo er die Besetzung der baltischen Staaten durch die Sowjetunion erleben musste.

## Exil
1940 wurde Rebane zusammen mit anderen estnischen Diplomaten von den sowjetischen Behörden verhaftet. Beim Transport auf einem Gefangenenschiff gelang es ihm jedoch, über Bord zu springen. Rebane überlebte und flüchtete 1944 ins Exil nach Schweden. Vom 15. Januar 1945 bis 24. Juni 1949 war er Außenminister der estnischen Exilregierung. Die Gültigkeit seiner Ernennung wird von estnischer Seite angezweifelt, von der heutigen estnischen Regierung jedoch akzeptiert. Hans Rebane starb 1961 und wurde in Stockholm beigesetzt.

## Nachwirken
Seit Anfang 2006 trägt das überparteiliche Europa-Institut in Estland seinen Namen. Hans Rebane ist der Großonkel des estnischen Politikers Toomas Hendrik Ilves.